# Citincabchén
Citincabchén es una localidad del municipio de Chapab en el estado de Yucatán, México.

## Toponimia
El nombre (Citincabchén) proviene del idioma maya.

## Hechos históricos
- En 1910 cambia su nombre de Citincabchén a Cituncabchén. Pasa del municipio de Tekit a Chapab.
- En 1921 cambia a Citilcalchén.
- En 1930 cambia a Citincabchén.

## Demografía
Según el censo de 2005 realizado por el INEGI, la población de la localidad era de 817 habitantes, de los cuales 423 eran hombres y 394 eran mujeres.
| 383                         | 387 | 343 | 386 | 344 | 390 | 459 | 535 | 566 | 732 | 744 | 743 | 817 |
| (Fuente: INEGI [Consultar]) |     |     |     |     |     |     |     |     |     |     |     |     |